# 紅切泰區

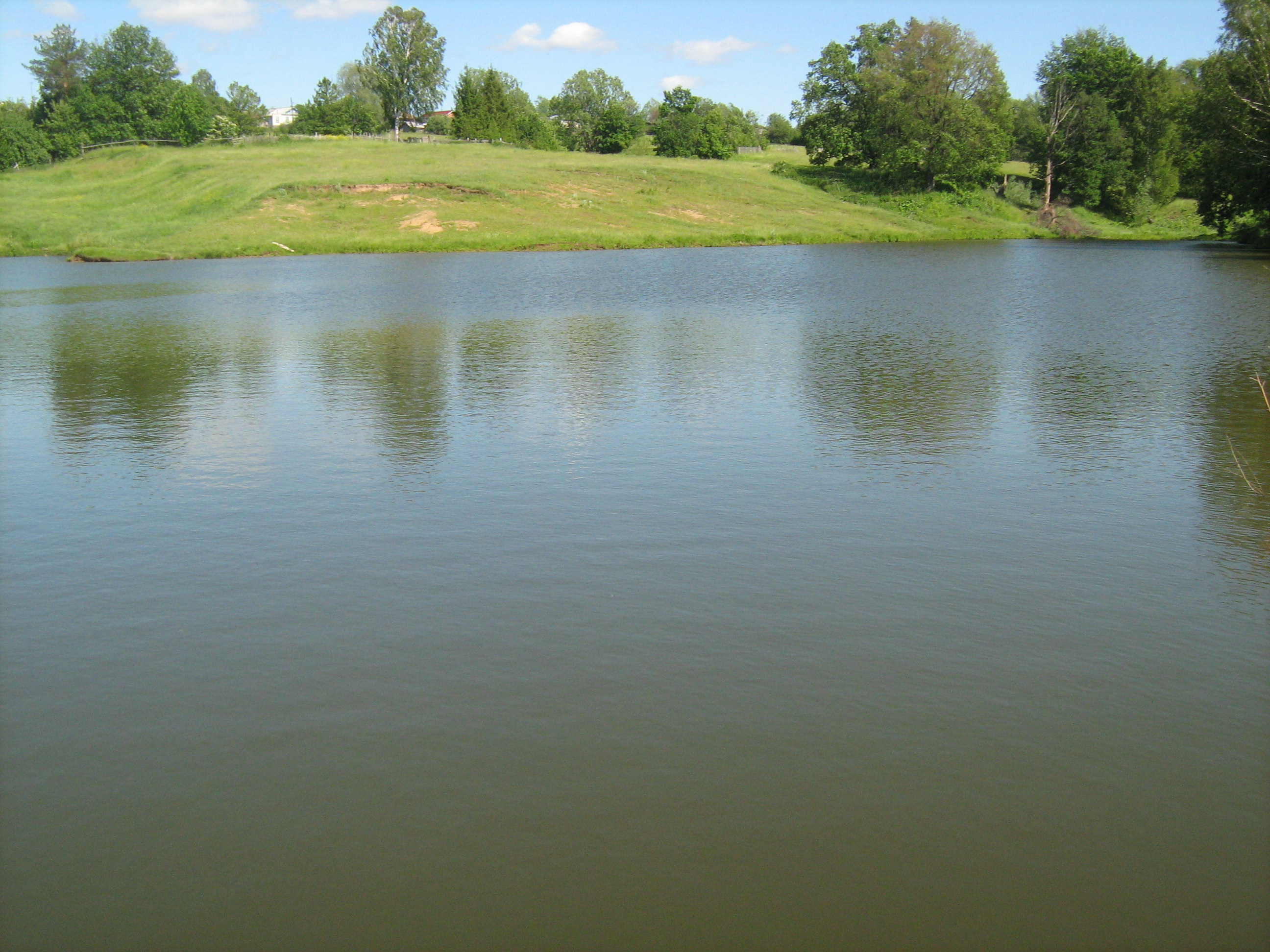

55°41′00″N 46°09′00″E / 55.6833°N 46.1500°E
紅切泰區（俄语：Красночетайский район），是俄羅斯的一個區，位於該國西部，由楚瓦什共和國負責管轄，始建於1944年9月27日，面積692平方公里，2010年人口16,941，人口密度每平方公里24.5人。